# Enrique Zorita
Pour les articles homonymes, voir Zorita.
Enrique Zorita Marquez né le 14 janvier 1999, est un joueur espagnol de hockey sur gazon. Il évolue au Club Campo de Madrid et avec l'équipe nationale espagnole.

## Carrière
Il a débuté en équipe première le 17 mai 2022 contre la France à Valence lors de la Ligue professionnelle 2021-2022.